# 50 al centro

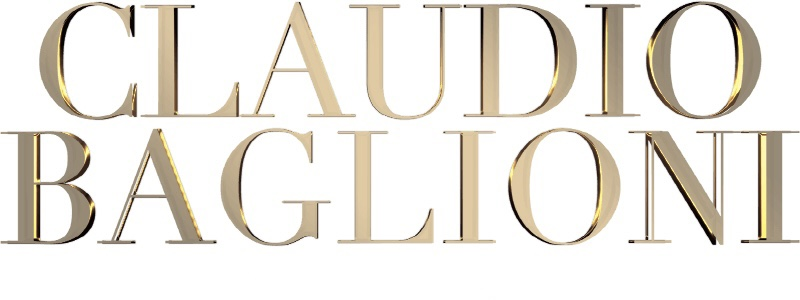
logo del tour

50 al centro è una raccolta del cantautore italiano Claudio Baglioni, pubblicato il 23 febbraio 2018 dalla Legacy.

## Descrizione
Uscito per celebrare i cinquant'anni di carriera dell'artista, il cofanetto è composto da quattro CD, in cui sono contenute 50 canzoni di Baglioni.
Per l'occasione il cantautore ha inciso anche un inedito strumentale, intitolato appunto Al centro, che fa da prologo ed epilogo ai concerti del tour omonimo, che però non è incluso nella tracklist; tuttavia nel 2020 nell'ultimo album di inediti pubblicato, In questa storia che è la mia, vi è una riedizione con testo e nuovo arrangiamento del brano, intitolato Altrove e qui.

## Promozione
Tra ottobre e novembre 2018 si è svolto il tour in supporto al disco. La tournée vede il ritorno del palco al centro della scena, secondo una modalità molto amata da Baglioni, e utilizzata più volte nel corso dei propri live. Visto il successo della prevendita, vengono aggiunte strada facendo una serie di date, e la partenza del tour viene anticipata a settembre da una tre giorni di concerti all'Arena di Verona, che per la prima volta nella storia moderna ha visto un palco al centro del proprio spazio e 20.000 spettatori intorno a serata; inoltre la data di sabato 15 settembre 2018 è trasmessa in diretta dalla Rai e ottiene il 24% di share pari a circa 3.800.000 telespettatori.
Il tour prosegue con le date nei palasport con il concerto del 16 ottobre a Firenze; dopo una pausa per il Festival di Sanremo, i concerti riprendono il 16 marzo a Livorno, per concludersi il 26 aprile a Firenze.
Da questo tour verrà tratto anche un album dal vivo, Da una storia vera, pubblicato il 9 luglio 2019.

## Tracce

### Disco 1
1. Signora Lia – 3:02 (testo: Baglioni – musica: Scartocci, Baglioni) – dagli album Claudio Baglioni (1970) e Un cantastorie dei giorni nostri (1971)
2. Notte di Natale – 2:57 (testo: Baglioni – musica: Coggio, Baglioni) – dagli album Claudio Baglioni (1970) e Un cantastorie dei giorni nostri (1971)
3. Con tutto l'amore che posso – 3:34 (testo: Baglioni – musica: Coggio, Baglioni) – dall'album Questo piccolo grande amore (1972)
4. Porta Portese – 4:00 (testo: Baglioni – musica: Coggio, Baglioni) – dall'album Questo piccolo grande amore (1972)
5. Quanto ti voglio – 5:38 (testo: Baglioni – musica: Coggio, Baglioni) – dall'album Questo piccolo grande amore (1972)
6. Questo piccolo grande amore – 5:38 (testo: Baglioni – musica: Coggio, Baglioni) – dall'album Questo piccolo grande amore (1972)
7. W l'Inghilterra – 3:36 (testo: Baglioni – musica: Coggio, Baglioni) – dall'album Gira che ti rigira amore bello (1973)
8. Amore bello – 5:50 (testo: Baglioni – musica: Coggio, Baglioni) – dall'album Gira che ti rigira amore bello (1973)
9. Io me ne andrei – 5:08 (testo: Baglioni – musica: Coggio, Baglioni) – dall'album Gira che ti rigira amore bello (1973)
10. E tu – 4:46 (testo: Baglioni – musica: Coggio, Baglioni) – dall'album E tu... (1974)
11. Chissà se mi pensi – 4:01 (testo: Baglioni – musica: Coggio, Baglioni) – dall'album E tu... (1974)
12. Poster – 5:11 (testo: Baglioni – musica: Coggio, Baglioni) – dall'album Sabato pomeriggio (1975)
13. Sabato pomeriggio – 5:36 (testo: Baglioni – musica: Coggio, Baglioni) – dall'album Sabato pomeriggio (1975)

Durata totale: 58:57

### Disco 2
1. Solo – 5:03 (Baglioni) – dall'album Solo (1977)
2. Quante volte – 5:28 (Baglioni) – dall'album Solo (1977)
3. E tu come stai? – 5:34 (Baglioni) – dall'album E tu come stai? (1978)
4. Un po' di più – 4:32 (Baglioni) – dall'album E tu come stai? (1978)
5. Strada facendo – 5:36 (Baglioni) – dall'album Strada facendo (1981)
6. Via – 5:15 (Baglioni) – dall'album Strada facendo (1981)
7. Buona fortuna – 4:01 (Baglioni) – dall'album Strada facendo (1981)
8. Fotografie – 3:34 (Baglioni) – dall'album Strada facendo (1981)
9. I vecchi – 5:40 (Baglioni) – dall'album Strada facendo (1981)
10. Ragazze dell'Est – 5:30 (Baglioni) – dall'album Strada facendo (1981)
11. Avrai – 5:21 (Baglioni) – dall'album Alé-oó (1982)

Durata totale: 55:34

### Disco 3
1. La vita è adesso – 5:25 (Baglioni) – dall'album La vita è adesso (1985)
2. Notte di note, note di notte – 5:46 (Baglioni) – dall'album La vita è adesso (1985)
3. E adesso la pubblicità – 4:55 (Baglioni) – dall'album La vita è adesso (1985)
4. Amori in corso – 5:32 (Baglioni) – dall'album La vita è adesso (1985)
5. Dagli il via – 5:49 (Baglioni) – dall'album Oltre (1990)
6. Io dal mare – 5:28 (Baglioni) – dall'album Oltre (1990)
7. Mille giorni di te e di me – 5:39 (Baglioni) – dall'album Oltre (1990)
8. Acqua dalla Luna – 4:31 (Baglioni) – dall'album Oltre (1990)
9. Noi no – 5:16 (Baglioni) – dall'album Oltre (1990)
10. Acqua nell'acqua – 5:15 (Baglioni) – dall'album Io sono qui (1995)
11. Io sono qui – 5:15 (Baglioni) – dall'album Io sono qui (1995)
12. Bolero – 5:54 (Baglioni) – dall'album Io sono qui (1995)
13. Fammi andar via – 7:00 (Baglioni) – dall'album Io sono qui (1995)

Durata totale: 71:45

### Disco 4
1. Cuore di aliante – 5:24 (Baglioni) – dall'album Viaggiatore sulla coda del tempo (1999)
2. Un mondo a forma di te – 5:25 (Baglioni) – dall'album  Viaggiatore sulla coda del tempo (1999)
3. Stai su – 4:44 (Baglioni) – dall'album  Viaggiatore sulla coda del tempo (1999)
4. Sono io – 5:45 (Baglioni) – dall'album Sono io - L'uomo della storia accanto (2003)
5. Mai più come te – 5:55 (Baglioni) – dall'album Sono io - L'uomo della storia accanto (2003)
6. Tutto in un abbraccio – 5:16 (Baglioni) – dall'album Sono io - L'uomo della storia accanto (2003)
7. Tienimi con te – 5:48 (Baglioni) – dall'album Sono io - L'uomo della storia accanto (2003)
8. Tutti qui – 4:55 (Baglioni) – dalla raccolta Tutti qui (2005)
9. Niente più – 3:48 (Baglioni) – dall'album Q.P.G.A. (2009)
10. Dieci dita – 5:54 (Baglioni) – dall'album ConVoi (2013)
11. Con voi – 5:58 (Baglioni) – dall'album ConVoi (2013)
12. In un'altra vita – 6:32 (Baglioni) – dall'album ConVoi (2013)
13. Una storia vera – 6:13 (Baglioni) – dall'album ConVoi (2013)

Durata totale: 71:37

## Classifiche
| Classifica (2018) | Posizione massima |
| ----------------- | ----------------- |
| Italia            | 2                 |

### Classifiche di fine anno
| Classifica (2018) | Posizione |
| ----------------- | --------- |
| Italia            | 61        |